# Phaius
Genre
Classification phylogénétique
Phaius est un genre de la famille des Orchidaceae comptant 30 espèces d'orchidées terrestres de Madagascar, d'Asie, des Philippines, d'Australie et des Iles du Pacifique.

## Synonymes
- Cyanorchis Thouars
- Gastorchis Thouars
- Gastrorchis Schltr.
- Hecabe Raf.
- Pachyne Salisb.
- Pesomeria Lindl.
- Tankervillia Link

## Liste d'espèces
- Phaius australis F.Muell., (1858).
- Phaius baconii J.J.Wood & Shim in C.L.Chan. & al., (1994).
- Phaius bernaysii F.Muell. ex Rchb.f., (1873) (synonym of the accepted name Phaius australis var. bernaysii  (F.Muell. ex Rchb.f.) Nicholls, 1951 )
- Phaius borneensis J.J.Sm., (1903).
- Phaius callosus (Blume) Lindl., 8 (1831).
- Phaius columnaris C.Z.Tang & S.J.Cheng, (1985).
- Phaius corymbioides Schltr., (1911).
- Phaius daenikeri Kraenzl., (1929).
- Phaius delavayi (Finet) P.J.Cribb & Perner, (2002).
- Phaius ecalcaratus J.J.Sm., (1911).
- Phaius epiphyticus Seidenf., (1985).
- Phaius flavus (Blume) Lindl., (1831).
- Phaius fragilis L.O.Williams, (1938).
- Phaius gratus Blume, (1856).
- Phaius guizhouensis G.Z.Li, (1990).
- Phaius hainanensis C.Z.Tang & S.J.Cheng, (1982).
- Phaius indigoferus Hassk., (1842).
- Phaius indochinensis Seidenf. & Ormerod, (1995).
- Phaius klabatensis J.J.Sm., (1926).
- Phaius labiatus J.J.Sm., (1920).
- Phaius longibracteatus (S.Moore) Frapp. ex Cordem., (1895).
- Phaius luridus Thwaites, (1861).
- Phaius lyonii Ames, (1915).
- Phaius mannii Rchb.f., (1881).
- Phaius mindorensis Ames, Philipp. J. Sci., (1907).
- Phaius mishmensis (Lindl. & Paxton) Rchb.f., (1857).
- Phaius montanus Schltr., (1912).
- Phaius nanus Hook.f., (1890).
- Phaius occidentalis Schltr. in O.Warburg (ed.), (1903).
- Phaius pauciflorus (Blume) Blume, (1856).
  - Phaius pauciflorus var. pallidus (Ridl.) Holttum, (1947).
  - Phaius pauciflorus subsp. pauciflorus    .
  - Phaius pauciflorus var. punctatus (Lindl.) J.J.Sm., (1920).
  - Phaius pauciflorus subsp. sabahensis J.J.Wood & A.L.Lamb in J.J.Wood & al., (1993).
  - Phaius pauciflorus var. sumatranus J.J.Sm., Bull. Jard. (1920).
- Phaius philippinensis N.E.Br., (1889).
- Phaius pictus T.E.Hunt, (1952).
- Phaius pulchellus Kraenzl., (1882).
  - Phaius pulchellus var. ambrensis Bosser, (1971).
  - Phaius pulchellus var. andrambovatensis Bosser, (1971).
  - Phaius pulchellus var. pulchellus.
  - Phaius pulchellus var. sandrangatensis Bosser, (1971).
- Phaius reflexipetalus J.J.Wood & Shim in C.L.Chan. & al., 1 (1994).
- Phaius robertsii F.Muell., (1883).
- Phaius sinensis Rolfe, (1913).
- Phaius stenocentron Schltr., (1911).
- Phaius subtrilobus Ames & C.Schweinf. in O.Ames, (1920).
- Phaius tahitensis Schltr., 1 (1926).
- Phaius takeoi (Hayata) H.J.Su, (1989).
- Phaius tankervilleae  (Banks ex L'Hér.) Blume, (1856).
- Phaius tenuis  Rchb.f., (1857).
- Phaius terrestris (L.) Ormerod, 4 (1994).
- Phaius tetragonus (Thouars) Rchb.f., (1855).
- Phaius tonkinensis  (Aver.) Aver. (2005)
- Phaius trichoneurus Schltr., (1925).
- Phaius villosus (Thouars) Blume, (1856).
- Phaius wallichii  Lindl. in N.Wallich, (1831).
- Phaius wenshanensis F.Y.Liu, (1991).

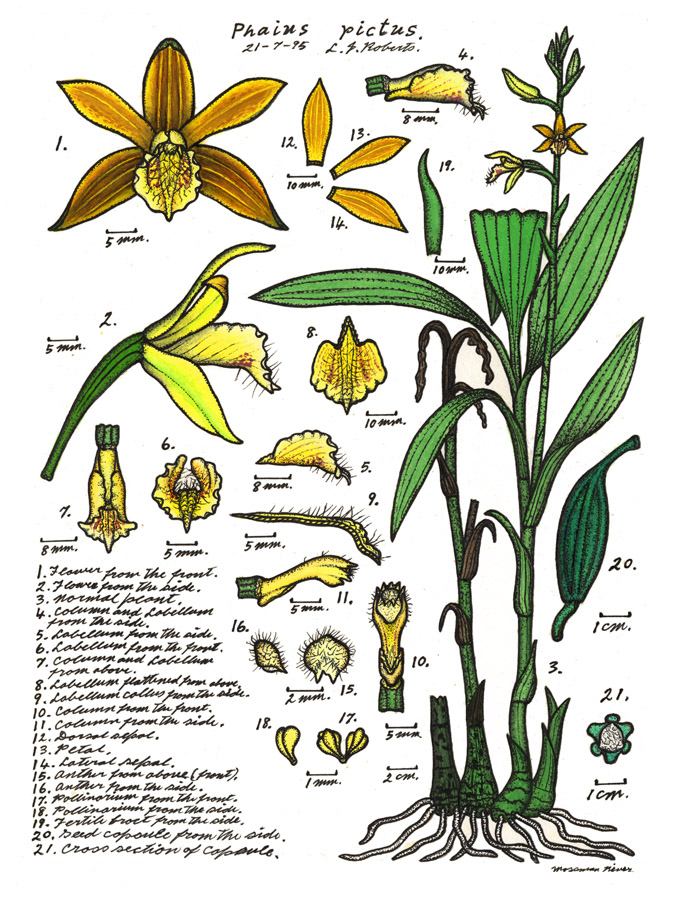
Phaius pictus, planche descriptive de Lewis Roberts, "Orchids of far north-eastern Queensland" (1995-2003)